# Arbedo-Castione
Arbedo-Castione és un municipi del cantó de Ticino (Suïssa), situat al districte de Bellinzona.